# Meliti
Meliti (griechisch Μελίτη (f. sg.)) ist ein Dorf in der Gemeinde Florina in der griechischen Region Westmakedonien. Bis 2010 bildete es mit zahlreichen umliegenden Dörfern die Gemeinde Meliti (griechisch Δήμος Μελίτης Dimos Melitis). Das Dorf wurde 1918 als Landgemeinde Vostarani (Βοσταράνη bzw. Kinotita Vostaranis) anerkannt, 1926 in Meliti umbenannt und mit der Eingemeindung zahlreicher Nachbardörfer 1997 zur Stadtgemeinde (dimos) erhoben. Mit der Verwaltungsreform 2010 wurde die Gemeinde nach Florina eingemeindet und bildet seither einen von vier Gemeindebezirken.
Der Gemeindebezirk Meliti liegt in der nordwestlichen Region des griechischen Festlandes südlich der Grenze zu Nordmazedonien und östlich der Prespaseen. Im westlichen Teil des Gebiets dominiert landschaftlich die Ebene von Florina und Bitola, im östlichen Teil die westlichen und südwestlichen Ausläufer des Voras-Massivs. Anteilig neben der Gemeinde Amyndeo gehört zum Gebiet Melitis auch die Hügel- beziehungsweise Bergkette, welche die Ebene von Florina-Bitola von der Ebene Eordea trennt. Die kleine Ortschaft Neochoraki liegt etwa in der geographischen Mitte Melitis und unmittelbar an der Kreuzung von Straßenverbindungen zu den einzelnen Ortschaften.

## Verwaltungsgliederung
| Stadtbezirk Ortsgemeinschaft | griechischer Name            | Code     | Fläche (km²) | Einwohner 2001 | Einwohner 2011 | Dörfer und Siedlungen          |
| ---------------------------- | ---------------------------- | -------- | ------------ | -------------- | -------------- | ------------------------------ |
| Neochoraki                   | Τοπική Κοινότητα Νεοχωρακίου | 17010301 | 008,461      | 0593           | 0518           | Neochoraki, Agios Athanasios   |
| Achlada                      | Τοπική Κοινότητα Αχλάδας     | 17010302 | 021,168      | 0468           | 0404           | Achlada, Ano Achlada, Giorouki |
| Vevi                         | Τοπική Κοινότητα Βεύης       | 17010303 | 031,725      | 0688           | 0663           | Vevi                           |
| Itea                         | Τοπική Κοινότητα Ιτέας       | 17010304 | 009,832      | 0650           | 0542           | Itea                           |
| Lofi                         | Τοπική Κοινότητα Λόφων       | 17010305 | 020,352      | 0445           | 0355           | Lofi                           |
| Meliti                       | Τοπική Κοινότητα Μελίτης     | 17010306 | 031,082      | 1535           | 1432           | Meliti                         |
| Palestra                     | Τοπική Κοινότητα Παλαίστρας  | 17010307 | 007,981      | 0336           | 0289           | Palestra                       |
| Papagiannis                  | Τοπική Κοινότητα Παππαγιάννη | 17010308 | 010,606      | 1016           | 0581           | Papagiannis                    |
| Sitaria                      | Τοπική Κοινότητα Σιταριάς    | 17010309 | 010,929      | 0812           | 0718           | Sitaria                        |
| Skopos                       | Τοπική Κοινότητα Σκοπού      | 17010310 | 112,835      | 0139           | 0114           | Skopos                         |
| Tripotamos                   | Τοπική Κοινότητα Τριποτάμου  | 17010311 | 005,635      | 0356           | 0311           | Tripotamos                     |
| Gesamt                       | Gesamt                       | 170103   | 270,606      | 7038           | 5927           |                                |

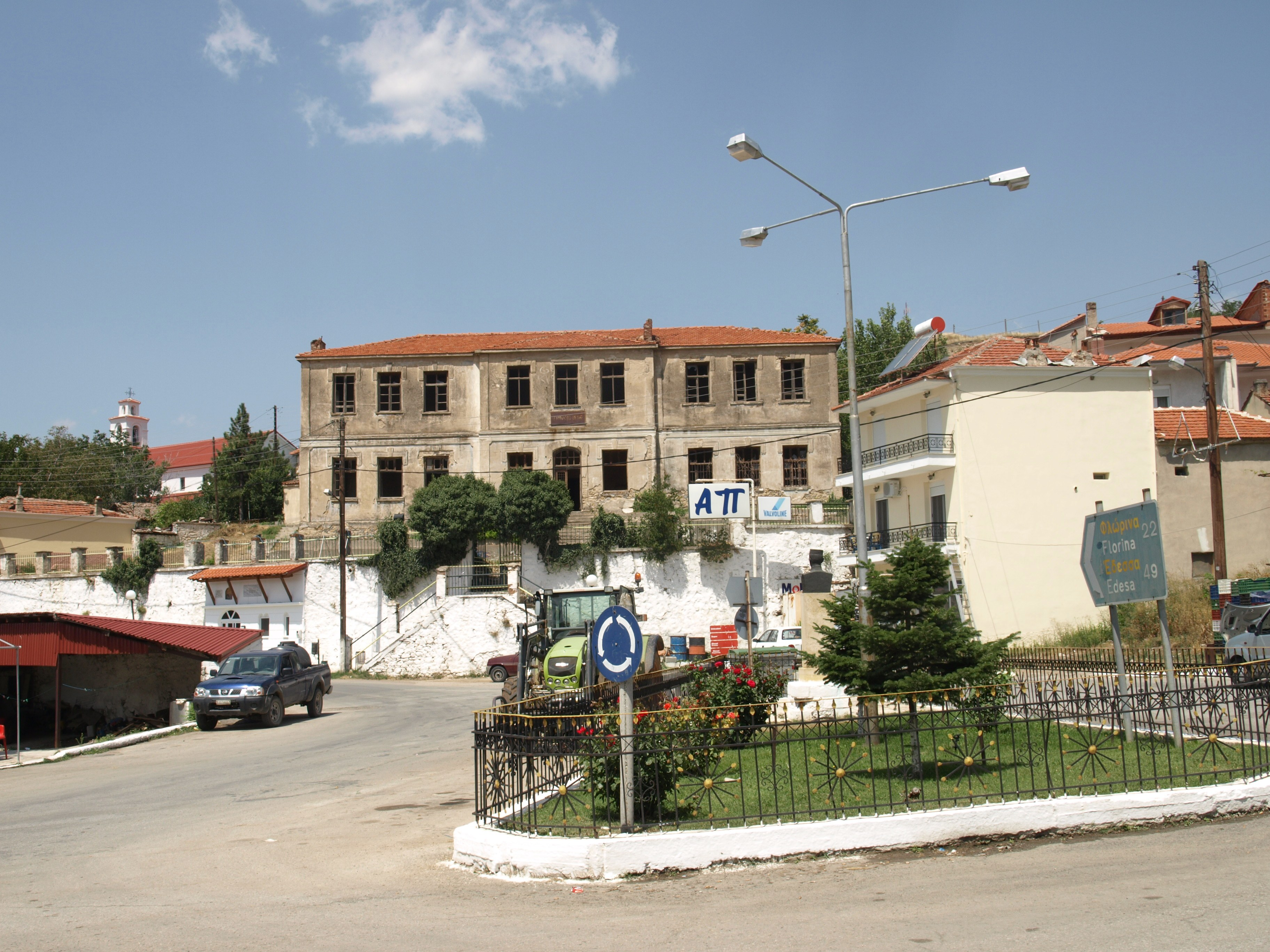
Alte Schule in Vevi
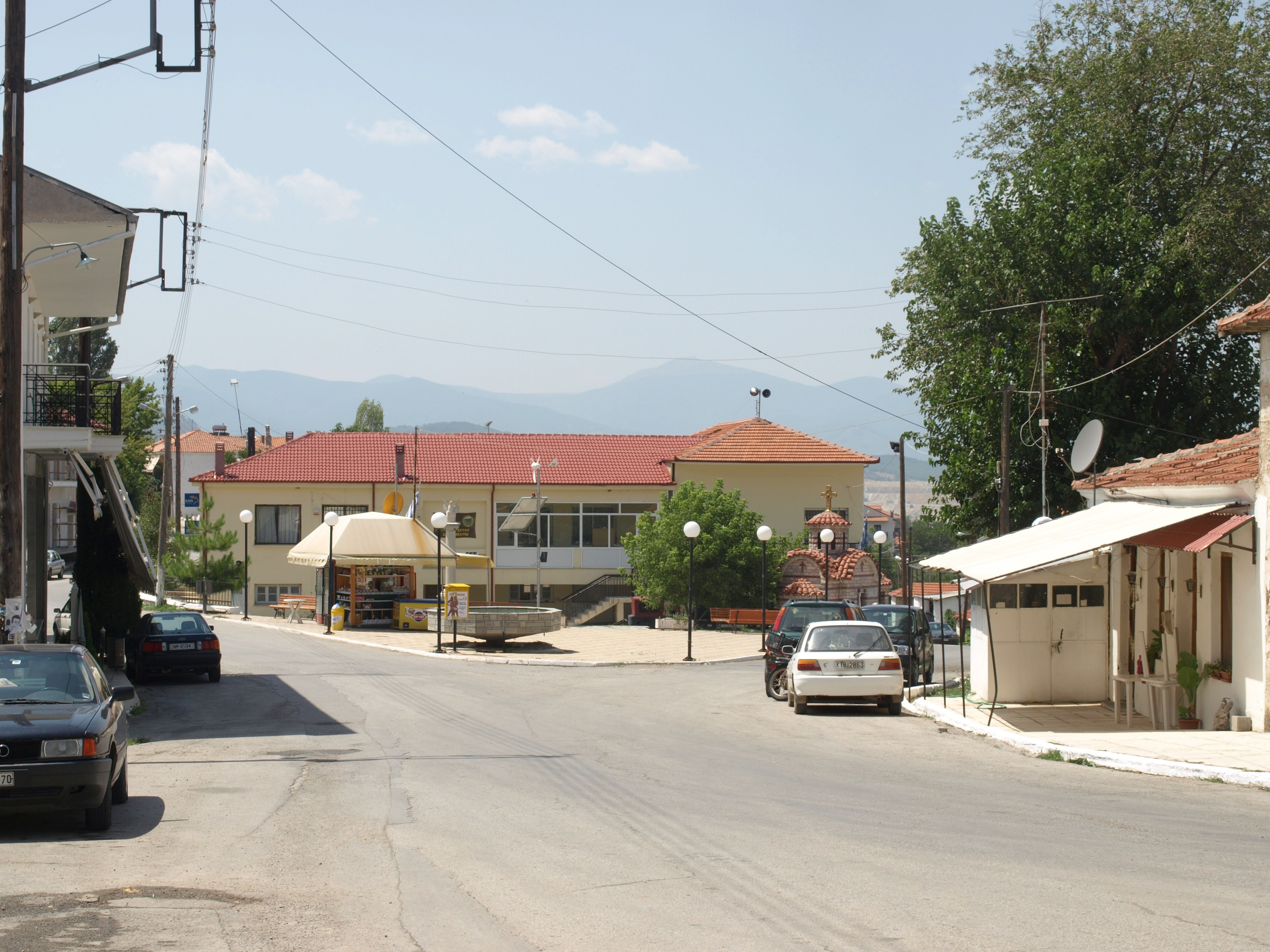
Ortszentrum von Vevi im Jahr 2008

Die gegenwärtigen Namen der Gemeindeteile und Ortschaften wurden 1926 bzw. 1928 durch Erlasse des griechischen Staatspräsidenten Pavlos Koundouriotis für verbindlich erklärt: zuvor waren die Gemeindeteile und Ortschaften unter anderem Namen bekannt (alter Name und Jahr der Umbenennung in Klammern): Meliti (Vostarani, 1926), Vevi (Banitsa, 1926), Neochoraki (Neogazi, 1928), Pappagiannis (Papaziani oder Vakufkoy, 1928), und Skopos (Ano Nevoliani, 1928).

## Verkehr
Durch den Gemeindebezirk Meliti führen zwei Nationalstraßen auf einer gemeinsamen Trasse: die Nationalstraße 2 (Europastraße 86) und die Nationalstraße 3 (Europastraße 65) verlaufen von Nordwest im Bogen nach Süden durch das Gemeindegebiet und verlassen dieses mittels des Klidi-Passes. Im Bereich des Klidi-Pass wurde eine neue Trasse für die Nationalstraßen geschaffen, welche 2005 die alte kurvenreiche Strecke ablöste. Vor der Eröffnung der östlichen Umgehung des Vegoritida-Sees, welche die Nationalstraße 2 nach Edessa und Thessaloniki aufnimmt, trennten sich westlich der Ortschaft Vevi die Nationalstraßen 2 und 3: die Nationalstraße 2 führte nach Osten über Kelli (Kella) in Richtung Edessa und Thessaloniki, die Nationalstraße 3 nach Amyndeo, Ptolemaida und Kozani in Richtung Süden. Das Gemeindegebiet von Meliti wird auch von der 1894 eröffneten Eisenbahnlinie Thessaloniki-Edessa-Florina durchquert. Sie verläuft näherungsweise entlang der Trasse der Nationalstraßen über den Klidi-Pass von Amyndeo über Vevi nach Florina.
Die Wirtschaft Melitis wird traditionell von der Landwirtschaft bestimmt. Der Anbau von Getreide ist dabei vorwiegend gewesen. Nach Entdeckung umfangreicher Lignit-Vorkommen in der Ebene von Florina-Bitola sind im Gebiet der Gemeinde zwei Lignit-Abbaustätten bei Vevi und Achlada entstanden. Die staatliche griechische Elektrizitätsgesellschaft DEI hat auf dem Gemeindegebiet in der Nähe der Ortschaft Meliti und Achlada jeweils ein Lignit-Kraftwerk errichtet.